# Koski Tl
Koski Tl (szw. Koski Åbo l) – gmina w Finlandii, w regionie Varsinais-Suomi. Zajmuje powierzchnię 192,41 km², z czego 0,96 km² stanowi woda. Populacja 31 marca 2011 wynosiła 2439 osób.
Człon „Tl” w nazwie miejscowości pochodzi od „Turun ja Porin lääniä” (w regionie Turku i Pori) i został dołączony dla odróżnienia od innej miejscowości, Koski Hl (Hämeen lääniä). Nazwa tej drugiej została w 1995 roku zmieniona na Hämeenkoski, nazwa Koski Tl nie uległa jednak zmianie.

## Sąsiadujące gminy
- Loimaa
- Marttila
- Pöytyä
- Salo
- Somero
- Ypäjä